# عبد العزيز سالم
عبد العزيز عبد الله سالم مهندس مصري، وهو أول رئيس للاتحاد الأفريقي لكرة القدم وواحد من مؤسسيه، وكان يشغل منصب رئيس الاتحاد المصري لكرة القدم.
يعد واحد من مؤسسي بطولة كأس الأمم الأفريقية وتم تسميه أول كأس للبطولة بأسمه (كأس عبد العزيز سالم) تكريماً له والتي استطاع منتخب غانا امتلاك الكأس مدى الحياة عام 1972 بعد فوزها 3 مرات.